# NetSuper
|  | Este artigo ou secção possui passagens que não respeitam o princípio da imparcialidade. Tenha algum cuidado ao ler as informações contidas nele. Se puder, tente tornar o artigo mais imparcial. |

Netsuper é um serviço de internet de banda larga via ADSL2+ oferecido pela Companhia de Telecomunicações do Brasil Central - CTBC.
Disponibiliza as velocidades de: 200, 400 e 800kbps. Além das velocidades XMega, de: 1.2, 2.5, 8 , 12 e 20Mbps. 
Os serviços banda larga da CTBC estão disponíveis em mais de 440 estações de sua rede de concessão/expansão, totalizando mais de 200mil acessos ADSL em toda sua planta.